# Trường Sơn (thị trấn)
Trường Sơn là một thị trấn thuộc huyện An Lão, thành phố Hải Phòng, Việt Nam.

## Địa lý
Thị trấn Trường Sơn có diện tích 3,6 km², dân số năm 2007 là 7.823 người, mật độ dân số đạt 2.173 người/km².

## Hành chính
Thị trấn Trường Sơn được chia thành các tổ dân phố: An Tràng, Văn Tràng 1, Văn Tràng 2, Xuân Áng.